# Henrik 6. (Tysk-romerske rige)
 For alternative betydninger, se Henrik 6.. (Se også artikler, som begynder med Henrik 6.)
Henrik 6. af Staufer-slægten (født i november 1165 i Nijmegen, død 28. september 1197 i Messina) var fra 1169 Romernes Konge og fra 1191 kejser af det tysk-romerske rige. Fra 1194 og frem til sin død var han de iure uxoris (fra sin ægtehustrus ret) på samme tid konge af Sicilien.
Henrik var den anden søn af i alt elleve børn af Frederik Barbarossa og Beatrice af Bourgogne. Han giftede sig i 1186 med Constance, der som datter af normannerkongen Roger 2. af Sicilien var Vilhelm 2.s tante og arving. I sin fars sidste leveår begyndte Henrik at opføre sig gradvist mere uafhængigt, men blev efter sin fars død viklet ind i flere store konflikter. En af de største interne stridigheder i kejserriget var mod Huset Welf og i særdeleshed den tidligere hertug af Sachsen og Bayern, Henrik Løve, som i årene forinden havde fået frataget sit len af kejser Frederik. Den største eksterne stridighed startede med Vilhelm 2. af Siciliens død i 1189, da Henriks dronning Constances krav på tronen ignoreret af de sicilianske adelige, som i stedet ophævede Tancred af Lecce til konge. Dette fik Henrik til at erklære det sicilianske kongerige krig - en krig, som han dog i første omgang tabte efter et militært nederlag ved Napoli i 1191.
Under en fyrstesammensværgelse, udløst af stridigheder om hvem der skulle regere Fyrstbispedømmet Liège, lykkedes det Henrik at få overdraget den tilfangetagne engelske konge Richard Løvehjerte, og efter at have sikret sig et enormt løsepengebeløb og Richards militære assistance lykkedes det endelig Henrik at erobre Sicilien i 1194. I årene 1195 og 1196 forsøgte Henrik at gøre kejsertitlen til et arveligt monarki, og at få det sicilianske kongerige juridisk indlemmet i det tysk-romerske rige, men førstnævnte blev blokeret af rigets fyrster, der frygtede en tiltagende centralisering af magten i kejserriget og sidstnævnte blev blokeret af pavemagten, som at Henriks slægt ville opnå en for stor geopolitisk magt i Middelhavsområdet. Henrik døde under forberedelserne til korstoget i 1197 (også kendt som Henrik 6.s korstog eller det tyske korstog), hvis mål var erobringen af Jerusalem, men muligvis også at bane vejen for en erobring af det Byzantinske Rige.
Tidlige historikere roste Henrik for hans magtpolitiske succeser og betragtede hans regeringstid som højdepunktet for Stauferslægtens autoritet, men nyere historikere har sået tvivl om hvorvidt dette ry er velfortjent. Blandt deres kritikpunkter er, at Henriks ekspansion i Sicilien og et vedvarende behov for at forsvare kejserlige titler i Norditalien førte til at hans muligheder for at forsvare sine tyske besiddelser blev særdeles begrænsede, og at behovet for kejserens personlige tilstedeværelse i mange forskellige dele af riget skabte et konstant fravær og overlod mange af rigets fyrster til sig selv, mens deres kejserlige funktion blev erstattet af ministermøder .

## Liv

### Kejsersøn (1165–1185)
Henrik blev født i efteråret 1165 (formodentlig oktober eller november) i Valkhof som anden søn af kejser Frederik 1. Barbarossa og Beatrice 1. af Burgund. Ved pinse 1169 forbigik Frederik officielt sin førstefødte søn af samme navn og fik gennem en valghandling ved en hofdag i Bamberg i stedet den andenfødte Henrik valgt til Romernes Konge. Valget var givetvis et forsøg fra kejser Frederiks side på at fastlægge en arvefølge, og fravalget af hans førstefødte søn blev formentlig truffet på grund af dennes dårlige helbred. Der lader ikke til at have været nogle fyrstelige modkrav for accept af Henriks valg, og forhandlinger med kurien skabte sågar forhåbninger om afslutning af det skisma, der var opstået efter det dobbelte pavevalg i 1160 - kejser Frederik anerkendte ikke Pave Alexander 3., men Henrik ville selv senere anerkende Alexander i et forsøg på at skabe mere ro om sin rolle som tronarving. Frederik havde derudover tilsyneladende et ønske om at Henrik skulle regere som medkejser med de pavetro biskoppers velsignelse, men disse planer slog dog fejl, da Frederik stillede for vidtrækkende krav i forhold til hvad biskopperne kunne acceptere. Henrik blev kronet til konge 15. august 1169 i Aachen.
Henriks navn fremgår i 1173, angivet som vidne i et dokument, hvilket dermed er hans første kendte politiske handling. I de følgende fire år fulgte han med sin far på dennes togt til Italien. I denne tid modtog Henrik sandsynligvis undervisning fra hofkapellan Godfred af Viterbo. Kronikører beretter om at Henrik på dette tidspunkt, omkring 12 år gammel, kunne læse og skrive, og beherskede det latinske sprog, og Godfred har siden berettet om Henriks bibliotek i Hagenau-paladset og hans interesse for filosofiske studier.
I kredsen omkring den unge kong Henrik fandtes der digtere som Frederik af Hausen, Bligger af Steinach og Bernger af Horheim, og hans navn blev også kendt fra skjaldesangen Kaiser Heinrich - Codex Manesse og Weingartner Liederhandschrift indeholder hver otte strofer af denne, omend det ikke har været muligt at lave en endelig inddeling af stroferne.
I 1178 vendte Henrik tilbage til Tyskland gennem kongeriget Burgund. Fra denne tid begyndte han gradvist at få mere og mere selvstændigt politisk ansvar. Mens hans far stridedes med Bayern- og Sachsenhertugen Henrik Løve, beskæftigede Henrik sig hovedsageligt med rigets vestlige del, og i 1182, da han var omkring 17 år gammel, agerede han sågar mægler i en konflikt mellem den franske konge og greven af Flandern.[kilde mangler]
Ved hofdagen i Mainz i 21. maj 1184 blev Henrik og hans bror slået til ridder ved et såkaldt Schwertleite. 26. juli samme år undgik Henrik med nød og næppe at blive et offer for latrinkatastrofen i Erfurt, da han sad i et indhug til et stenvindue, og ikke på det trægulv, der styrtede sammen i katastrofen. Omkring denne tid var Henrik også engageret i et togt i Polen for at hjælpe storhertug Mieszko i dennes kamp mod sin bror Kasimir 2.. Felttoget, der ikke bød på nævneværdige slag, endte kort efter med en sejr til Kasimir.
Omkring den samme tid forhandlede kejser Frederik sig sammen med Vilhelm 2. af Sicilien, en tidligere pavestøtte, frem til et ægteskab mellem Henrik og Vilhelms tante, Constance. Vilhelm på det tidspunkt barnløs og ved dårligt helbred, og i ægteskabskontrakten blev Constances arveret derfor særligt fremhævet hvorved de sicilianske adelige anerkendte Constances og Henriks fælles krav på tronen. I oktober samme år forsøgte endnu engang at få Henrik ophævet til medkejser, men uden held.[kilde mangler]
|                                |
| Huset Hohenstaufens rigsvåben. |

|                                      |
| Hohenstaufernes kejserlige rigsvåben |

|                                       |
| Rigsvåben tilskrevet kejser Henrik 6. |

### Henrik i kejser Frederiks sidste år (1185–1190)
I 1185 forberedte Henrik sig i rigets vestlige del på et felttog mod Frankrig for at støtte det tysk-romerske riges allierede England. Greverne af Hainaut og Flandern kunne dog af forskellige grunde ikke deltage i felttoget, hvilket tvang Henrik til at slutte fred med Frankrig.
Kort efter begav Henrik sig mod Italien, hvor han 27. januar 1186 som 19-årig blev gift med den 31-årige Constance i Milano. De blev derefter udråbt som konge og dronning af Italien, hvilket på daværende tidspunkt hovedsageligt var en ceremoniel titel tildelt kejsere af det tysk-romerske rige. Fra dette tidspunkt begyndte Henrik også at benytte titlen Cæsar, givetvis inspireret af de antikke romerske kejsere og det faktum at Staufer-slægtens syn på kejserens rolle var stærkt inspireret af romerretten. Henriks tildeling af titlen som Cæsar kan også ses som en reaktion på hans fars mislykkede forsøg på at få ham kronet som medkejser af det tysk-romerske rige.
Et kejserlige angreb på Cremona førte til en væbnet konfrontation med pave Urban 3., og Henrik indtog i denne forbindelse Toscana, hvorfra hans hær, under den øverstbefalende Markward af Annweiler, hærgede store dele af kirkestaten frem til en fredsaftale blev indgået i august 1186. Frem til slutningen af 1187 forblev Henrik for at se til kejserlige anliggender der, hvorefter han rejste tilbage til Tyskland.
I marts 1188 var han ved hofdagen Hoftag Jesu Christi i Mainz, da kejser Frederik bekendtgjorde sin hensigt om at gennemføre et korstog, og da Frederik året efter drog ud på det tredje korstog, overtog Henrik kontrollen med hele riget. Hen mod årets slutning belønnede Henrik grev Balduin af Hainaut med det nyoprettede markgrevskab Namur. Med Balduins udnævnelse forsøgte Henrik, i hvad der ligner en fortsættelse af sin fars politik, at skabe en modvægt til ærkebiskopperne i Kurfyrstendømmet Köln og det større Flandern. Henrik forhandlede også en aftale på plads mellem Balduin og Henrik af Brabant. Samtidig indledte han igen forhandlinger med kurien om sin fremtidige kejserkroning, og forsikrede i denne sammenhæng paven om at alle kirkelige besiddelser, som på daværende tidspunkt var besat af Staufere, ville blive returneret. I juni det følgende år druknede kejser Frederik i floden Salef under sit korstog.
Allerede i 1189, kort tid efter kejser Frederiks død og inden Henrik var blevet bekendt med den, vendte Frederiks gamle fjende Henrik Løve tilbage fra eksil, i strid med en tidligere aftale med den nyligt afdøde kejser, og støttet af ærkebiskop Hartwig af Bremen bekrigede han i tiden herefter sine saksiske fjender. I november 1189 drog kong Henrik mod Sachsen for at konfrontere Henrik Løve, omend den sene årstid tvang ham til at afbryde sit felttog. Henrik erfarede kort efter at Vilhelm 2. af Sicilien var død, og at på grund af uroligheder og en mellemkomst ved den sicilianske vicekansler Matthæus af Salerno var Tancred af Lecce blevet valgt til siciliansk konge af et flertal af de sicilianske baroner. Dette valg var et klart brud på arveloven, der ellers gav forrang til Henrik og Constances krav på den sicilianske trone. Efter sin kroning havde Tancred hurtigt taget forbindelse til kurien, og hans udnævnelse menes at være sket med pavens fulde støtte. Kroningen førte til kampe mellem Tancreds tilhængere og Staufer-venlige kræfter i Apulien, sidstnævnte under ledelse af grev Roger af Andria, og Henrik sendte i denne forbindelse sin marskal Henrik Testa til Italien for at støtte Roger.
I det følgende år led Henrik Løve et militært nederlag i Sachsen, da hans tilhængere blev besejret af Adolf 1. af Dassel og i midten af juli blev der, med Henriks for bordenden, indgået en fredsaftale i Fulda: Henrik Løve modtog halvdelen af rigets indtægter i Lübeck, men måtte afgive Lüneburgs og Brunsvigs befæstninger, og hans søn Henrik af Brunsvig skulle forflyttes til Italien og tjene i den kongelige hær.[kilde mangler]

### Kroning til kejser og felttog mod kongeriget Sicilien (1190–1191)
Henrik var i færd med at forberede sit Italienstogt fra Augsburg, da han hørte om sin fars død i korstoget. Inden han kunne nå andet, blev Henrik dog nødt til at forlade den kongelige hær, som fortsatte mod Italien, mens han selv rejste til Thüringen, da landgreve Ludvig 3. i oktober var død i korstoget, og hans bror Herman nu forlangte at blive indsat som ny landgreve. Henrik havde oprindeligt haft planer om selv at beholde landgrevskabet, men opgav sine planer efter Herman var villig til at gøre indrømmelser. Kongen gav således landgrevskabet til låns, og modtog til gengæld to byer (hvilke byer fremgår ikke af historiske tekster), og et provincia, hvilket sandsynligvis var en form for adelstitel. Med krisen i Thüringen under kontrol, kunne Henrik i begyndelsen af året efter følge sin hær til Italien, hvor hans mål udover at blive kronet til kejser også omfattede erobringen af kongeriget Sicilien.
I januar 1191 indledte Henrik i Lodi forhandlinger med Eleonora af Aquitanien, som var Henrik 2. af England's enke. Eleonora havde siden 1169 forsøgt at få ophævet forlovelsen mellem hendes søn Richard Løvehjerte og Filip 2. August af Frankrigs halvsøster. Henrik var også interesseret i at få ophævet forlovelsen, fordi Richard var en af Tancreds støtter, og på daværende tidspunkt opholdt sig i Messina. Henrik regnede med at en ophævelse af forlovelsen ville forværre forholdet mellem England og Frankrig, og tvinge Richard til at forlade Messina, hvorefter Tancred ville være politisk isoleret. Til gengæld forsikrede Henrik Eleonora om at han ikke ville gribe ind i eventuelle sammenstød mellem den franske konge (der på daværende tidspunkt var Henriks allierede) og England. Eleonora og Henrik var dog langt fra politiske venner, og kort efter deres møde rejste Eleonora videre til Rom, hvor det lykkedes hende, med hjælp fra pave Celestin 3., at få annulleret ægteskabet mellem Henriks bror Konrad 2. af Schwaben og Berengaria 1. af Castilien. Med dette strategiske træk lykkedes det således Eleonora at forpurre Staufernes forsøg på at opnå fodfæste på den iberiske halvø, hvilket efterlod dem med Frankrig som deres eneste allierede.
I Lombardiet søgte Henrik nye allierede blandt de norditalienske bystater, og forsøgte i denne forbindelse at undgå at favorisere Milan. Han forhandlede blandt andet med Pisa og Genova om at få assistance fra deres flåder imod Sicilien. I april begyndte de officielle forhandlinger med pave Celestin 3. om kejserkroningen, hvor paven blandt andet krævede at Henrik skulle overdrage Tusculum, hans allierede, til kommunen Rom. Henrik accepterede, men overdragelsen - og Roms efterfølgende totale ødelæggelse af Tusculum med både pavens og Henriks stiltiende accept - blev af mange i samtiden anset som uhæderlig og forkastelig. Påskemandag, 15. april, blev Henrik endelig kronet til kejser af det Tysk-romerske rige af Celestin 3. I denne forbindelse skulle den nykronede kejser angiveligt have krævet at investiturretten burde høre under kejserriget, og derved have udfordret Wormskonkordatet fra 1122 efter investiturstriden. Den senere pave Innocens 3., som muligvis var til stede ved kroningen, berettede efterfølgende om, at Henrik efter kroningen havde fortalt Celestin, at investiturretten tilfalder kejseren gennem Rigsæblet. Innocens konkluderede omvendt at paven har forrang over kejseren, og blot indsætter kejseren som sin lensmand til at forvalte denne magt .
Efter kejserkroningen drog Henriks hær til Apulien, hvor den Staufertro grev Roger af Andria var blevet besejret og henrettet året forinden. I maj påbegyndte hæren en belejring af Napoli, men i højsommeren udbrød der en epidemi iblandt de belejrende styrker, og mens Henrik selv overlevede smitten døde flere højtstående personligheder i hans hær. Da den sicilianske admiral Margaritus efterfølgende drev den pisanske, og kort efter den genoanske, flåde på flugt, måtte Henrik endegyldigt opgive belejringen i slutningen af august. Henrik oplevede yderligere modgang, da Constance, som under kampene ved Napoli havde opholdt sig i Salerno, blev kidnappet og overdraget til Tancred i Palermo - hun blev frigivet i foråret 1192 efter mægling fra paven. Frem til årets udgang opholdt Henrik sig i Norditalien, og indgik i den forbindelse en alliance med Filip 2. af Frankrig imod Richard Løvehjerte. Tancred udnyttede samtidig Henriks militære tilbagetrækning til at indtage normannerrigets fastlandsområder.
Henrik arvede efter Welf 6.'s død i 1191 dennes besiddelser i Schwaben, og blev herigennem i stand til at styrke Staufernes magt i området.[kilde mangler]

### Fyrstemodstanden mod Henrik (1192)
I Tyskland havde Henrik Løve brudt fredsaftalen i Fulda, og snart udbrød der igen væbnet konflikt mellem ham og hans sachsiske fjender, Askanier-slægten og Schauenburgerne, og Henrik Løves søn, Henrik af Brunsvig, havde tillige deserteret fra kejserens hær i Napoli. Nogle kilder, heriblandt Annales Stederburgenses, beskriver hvordan Henrik af Brunsvig flygtede fra kejserens entourage ved belejringen af Napoli, mens Arnold af Lübeck beretter at Henrik af Brunsvig allerede deserterede den kejserlige hær ved begyndelsen af felttoget mod Sicilien i det sydlige Italien. Da kejseren fik nys om denne desertion gjorde han Henrik af Brunsvig fredløs i pinsen 1192 ved hofdagen i Worms. Kejseren foretrak dog at finde en fredelig løsning på konflikten, da han ikke ønskede eksplicit at støtte de anti-welfiske kræfter i Sachsen.
Da ærkebiskop Wichmann af Magdeburg, Staufernes største støtte i Nordtyskland, døde, blev der indgået en våbenhvile med Henrik Løve, som på kejser Henriks opfordring blev forlænget.
I september 1192 begav Henrik sig til Liège for at sikre sig at Lothar af Hochstaden blev indsat som biskop. Efter Henrik ved hofdagen i Worms i foråret havde afvist modkandidaten Albert af Leuven, bror til Henrik 1. af Brabant, var Albert gået til paven, havde opnået dennes velsignelse til biskopembedet i Reims og opnåede herigennem bispesædet i Liège med støtte fra sin bror. Lothar og grev Balduin af Hainaut lagde imidlertid pres på Henrik for at få omstødt udnævnelsen, og senere på året blev Albert myrdet af en gruppe tyske riddere, som Alberts bror, Henrik af Brabant, anklagede kejseren for at have stået bag. Disse begivenheder førte hurtigt til fornyet konflikt mellem kejseren og den vesttyske adel, som Henrik netop ville forsøge at holde under kontrol ved at udpege Lothar som biskop. Dette førte imidlertid blot til fornyet modstand, denne gang under ledelse af Kölns ærkebiskop Bruno, og snart efter med opbakning fra hertugerne af Limburg og Brabant - hvoraf sidstnævnte angiveligt havde overvejelser om ligefrem at sværge troskab til den franske konge. Oprørerne tog også kontakt til Mainz' ærkebiskop, Konrad, landgreven af Thüringen, markgreven af Meißen, hertugen af Böhmen, de engelske og danske kongehuse såvel som den Welfiske Henrik Løve. Kurien var også blevet irriteret over udnævnelsen af Lothar til bispesædet i Liège, og Zähringernes placering ved den øvre del af Rhinen udgjorde tilmed også en fare for Staufernes overherredømme i området. Desuagtet den kraftige modstand gik Henrik til militært modangreb på Lothars modstandere, og tvang af denne vej Henrik af Brabant til at indgå en fredsaftale.
I oktober fik kejseren afsat ærkebispen af Bremen, Hartwig, som var en af Henrik Løves gamle støtter. I rigets østlige del forhandlede han en fred på plads mellem landgreve Herman af Thüringen og markgreve Albert af Meißen.[kilde mangler]

### Tilfangetagelsen af Richard Løvehjerte (1192–1194)
På samme tid som Henrik mødte modstand fra sine fyrster, lykkedes det at tage Richard Løvehjerte tilfange på dennes rejse hjem fra korstog. Richards skib var stødt på grund ved Aquileia og gik i land i grevskabet Görz, men i december 1192 blev han taget til fange af Babenbergeren Leopold 5. af Østrig og efterfølgende indespærret i Dürnstein-borgen. Tilfangetagelsen havde Henrik, sammen med den franske konge Filip oprindeligt beordret i foråret 1190 som reaktion på den militæralliance som Richard havde indgået med Tancred af Lecce. Korsfarere på hjemrejse stod dog under en særlig kirkelig beskyttelse, og efter det kom frem at Leopold havde taget Richard til fange, blev Leopold ekskommunikeret af Celestin 3. Den tilfangetagede Richard blev overdraget til Henrik personligt i Speyer i 1193, og Henrik holdt ham efterfølgende indespærret i Trifels-fæstningen i Pfalz.[kilde mangler]
Fængslingen af Richard, som havde været en betydningsfuld politisk allieret for de oprørske fyrster, var et betydeligt nederlag for dem, og da Henrik efterfølgende truede med at udlevere Richard til den franske konge, indvilligede fyrsterne i juni 1193 i at indlede forhandlinger med Henrik. I denne sammenhæng forsøgte Henrik at distancere sig fra mordet på Albert af Leuven, og beordrede morderne landsforvist, mens hertugerne af Brabant og Limburg fik lov til at støtte deres kandidater til bispevalget i Liège. Ærkebiskoppen af Köln, Bruno 3., fik en garanti for bevarelsen af hans autoritet, mens hertugen af Bøhmen, der ligeledes tilhørte fyrsteoppositionen, blev fjernet fra sin post gennem et angreb fra biskoppen af Prag.[kilde mangler]
Selvom både Filip August og Richards bror Johan uden Land, som regerede England, tilbød at betale Henrik store summer hvis Henrik ville beholde Richard et år længere i fangenskab, indgik Henrik en aftale med Richard i juni 1193. Henrik gav Richard muligheden for at gå fri til gengæld for 100.000 mark i løsepenge, hvoraf halvdelen skulle gå til Leopold (officielt betegnet som en medgift til Richards niece, som skulle giftes med en af Leopolds sønner). Ydermere skulle Richard stille med en hær og deltage i en militærkampagne mod sin tidligere allierede, Tancred. Slutteligt måtte Richard stille gidsler til gengæld for sin løsladelse. Richard, hvis mor Eleonora støttede løsladelsen, forpligtede sig til at tage England som len for kejseren og betale en årlig rente på 5.000 mark udover den umiddelbare løsesum på 100.000 mark. Med denne aftale anerkendte Richard i praksis kejserens overhøjhed over kongeriget England. Henrik fremsatte herefter et krav til både kong Filip og Johan om at alle Richards besiddelser skulle returneres, under trusler om militær indgriben hvis dette ikke skete. Denne løsning havde den strategiske fordel for Henrik at han de facto havde fået kong Richard som vasal, og ikke længere udelukkende var afhængig af Frankrig. Richards fortsatte kampe mod Frankrig skulle dog ske som uafhængig konge, da kong Filip ligeledes var afhængig af alliancen med Henrik, og ikke skulle indblande ham i konflikten, og kejseren fik dermed manøvreret sig selv ind i en god midterposition mellem England og Frankrig. I den stille uge 1194 skete den endelige rituelle forsoning mellem den tysk-romerske kejser og den engelske konge: Ved en hofdag i Speyer beskyldte Henrik Richard for at have begået mord, og tilskrev ham yderligere forbrydelser. Richard erklærede sig som aftalt uskyldig i alle anklager, men knælede foran kejseren, der som svar steg ned fra tronen og gav Richard et fredens kys. Efter dette ritual indgik de to de endelige betingelser for Richards løsladelse.[kilde mangler]
I februar 1194 blev konflikten med Welferne endegyldigt løst gennem et ægteskab mellem Henrik Løves søn af samme navn, som kejser Henrik tidligere havde gjort fredløs, og Agnes af Hohenstaufen, der var den rheniske pfalzgreve Konrad af Hohenstaufens enke. Dette arrangement var en stor succes for Welferne i den vesttyske del af riget, da de herigennem fik forandret pfalzgrevetitlen fra et kejserligt embede til en titel med territorial suverænitet. I marts sluttede Henrik 6. endeligt fred med Henrik Løve.[kilde mangler]

### Erobringen af Kongeriget Sicilien (1194–1195)
Imens Henrik måtte bekæmpe fyrsteoppositionen i Tyskland, fortsatte sammenstødene i Italien. Efter Henriks nederlag ved Napoli havde Tancreds svoger, grev Richard af Acerra, generobret størstedelen af Apulien. Det var lykkedes Tancred at få pave Celestin 3. til at anerkende Tancreds krav på den sicilianske trone, under forudsætning af at Tancred anerkendte pavens overhøjhed over det sicilianske monarki. Henrik nægtede dog fortsat at anerkende Tancred som siciliansk konge, og i sommeren 1192 indgik han således en alliance med en række vigtige norditalienske bystater samt markgreven af Montferrat for at opretholde en fred i Lombardiet frem til den planlagte gen-invasion af Sicilien. I Etrurien fik Konrad af Lützelhardt overdraget rigsforvaltningen.[kilde mangler]
I februar 1194 døde kong Tancred, hvorefter hans midreårige søn Vilhelm 3. blev indsat som hans efterfølger med dennes mor, Sibylle, som regent.
I maj påbegyndte Henrik, godt finansieret af Richard Løvehjertes løsepenge, et nyt felttog mod Sicilien. I Lombardiet fejrede han pinse i Milano, og sikrede sig endnu en gang støtte fra Genova og Pisas flåder i den kommende invasion. I august åbnede Napoli byens porte for kejseren uden nogen kamphandlinger. Salerno, hvis adel havde fængslet kejserinde Constance og udleveret hende til Tancred i 1191, blev i september 1194 brændt ned til grunden. 20. november 1194 indtog Henrik Palermo og blev juledag, 25. december 1194, kronet til konge af Sicilien i byens domkirke. Dagen efter kroningen fødte Constance hendes og Henriks eneste barn, den senere kejser Frederik 2., i Jesi nær Ancona.[kilde mangler]
Kort tid efter sin kroning arresterede Henrik flere fremtrædende normanniske adelige på Sicilien under påskud af en sammensværgelse mod ham, og benyttede lejligheden til at få den normanniske kongeskat bragt til Tyskland sammen med den normanniske kongefamilie, der blev beskyldt for at være med i sammensværgelsen.[kilde mangler]
Ved en rigsdag i Bari i marts 1195 forsøgte Henrik at omsætte de forgangne års successer politisk: Hans kone Constance skulle fungere som regent i Sicilien sammen med den kejsertro, ædelfrie stadtholder Konrad af Urslingen. Siciliens kansler blev Walter af Pagliara. Andre normanniske embeder blev også erstattet med ministerielle poster. Markward af Annweiler blev udnævnt til hertug af Ravenna, greve af Romagna og markgreve af Ancona. Henriks bror Filip fik overdraget hertugdømmet Toscana og de matildiske godser. Målet med disse ændringer var at forbinde Sicilien tættere med Norditalien, og gøre normannerriget til en uløselig del af det tysk-romerske rige. Derudover lader Henrik også til at have haft til hensigt at opbygge Sicilien som en rig, moderne og administrativt udviklet hovedbase for kejserriget og Hohenstaufer-slægten.[kilde mangler]

### Korstogsplanerne (1195)
Ved hofdagen i Bari lovede Henrik kurien at gennemføre et korstog. Han havde sandsynligvis flere bagtanker med dette - korstoget skulle blandt andet overbevise pave Celestin 3. om at godkende Siciliens inkorporering i det tysk-romerske rige (unio regni ad imperium) og derigennem få paven til at opgive sin overhøjhed over det sicilianske kongerige. Henrik lovede kurien at 1.500 riddere og samme antal fodsoldater ville slutte sig til korstoget indenfor et år. Yderligere diskussioner med kardinaler i Ascoli bragte dog ikke kejserens planer om Siciliens status i kejserriget tættere på at gå i opfyldelse.
Eskatologiske idéer har sandsynligvis spillet en central rolle i denne sammenhæng, da Henrik givetvis var af den opfattelse at han, eller i det mindste en efterfølger fra hans hus, var "fredskejseren", den sidste kejser før den kristne Dommedag. I henhold til den gængse opfattelse af den kristne eskatologi på Henriks tid skulle den sidste kejser forene øst og vest, konvertere jøderne til kristendommen, besejre hedningene i det hellige land, og efter erobringen af Jerusalem nedlægge krone og scepter på Golgatha-bakken hvorefter dommedag skulle oprinde. Henriks territoriale ambition med korstoget var således ikke at erobre så mange territorier som muligt, men derimod at bringe ære og anerkendelse til den kejserlige Staufer-slægt ved at indtage Jerusalem. Ligesom de gamle romerske kejsere anså de middelalderlige kristne kejsere sig selv som den samlede kristendoms retmæssige overherrer, uden at have et reelt magtgrundlag for dette, men kejserkronen gav en ideel mulighed for at udøve en formel suverænitet over andre riger.
Historikere er uenige om, hvorvidt Henriks ekspansionsplaner også var rettet mod det byzantinske rige. I 1194 havde udsendinge fra den byzantiske vasal Leo 2. af Armenien fået Leos kongekrone og en del af Syrien i len af Henrik, og i 1196 modtog Amalrich 1. af Cypern ligeledes sit rige som len fra kejseren.
I foråret 1195 drog Henriks udsendinge til Byzans for på hans vegne at kræve at få overdraget en stribe land, der strak sig fra Durazzo til Thessaloniki, og som tidligere havde tilhørt Henriks forgænger på posten som Siciliens konge, Vilhelm 2.. Dette bliver af den tyske historiker Claudia Naumann anset som værende bevis på at Henrik fortsatte den normanniske politik overfor det byzantiske rige. Kort efter blev den byzantiske kejser Isak 2. væltet af sin bror Alexios 3., og ved slutningen af 1195 anmodede en ny delegation fra Henrik den nye byzantiske kejser om at støtte det snartkommende korstog med den byzantiske flåde og en årlig donation på 5.000 pund guld, og truede med at angribe Byzans hvis anmodningen blev afslået. Det lykkedes dog Byzans at få summen forhandlet ned til 1.600 pund guld, hvilket bekræftes af den byzantiske kronikør Niketas Choniates.
Ifølge Naumann havde Henrik ikke nogle konkrete planer om at angribe det byzantinske rige, men brugte truslen til at sikre sig dets hjælp til at få gennemført korstoget.
Omvendt er der andre andre, der har påpeget at Henrik havde muligheden for at gøre krav på hele det byzantinske rige efter Isak 2. blev væltet, da Henriks bror Filip havde giftet sig med Isaks datter (og Tancreds tidligere svigerdatter), enken Irene af Byzans. Dette ægteskab gav Henrik muligheden for at forsvare den faldne kejsers ret til tronen. Med hjælp fra Cypern og Armenien kunne Henrik have bragt den østlige del af Middelhavsregionen under sin autoritet, hvilket kunne have kulmineret i en erobring af det byzantinske rige.
En anden vigtig del af Henriks planer om at beherske Middelhavsregionen var at gøre krav på de gamle normanniske besiddelser i Nordafrika. Kaliffen af Tripoli og Tunis indvilligede i at betale tribut til Henrik, ikke mindst motiveret af den interne muslimske trussel fra almohaderne.
Inden Henrik nåede videre stødte han dog på et nyt problem: Våbenhvilen mellem Pisa, der var Henriks vigtigste allierede til havs, og Republikken Venedig udløb i november 1195, og Pisa invaderede kort herefter Adriaterområdet, indtog Pula, men led i marts 1196 et stort nederlag. I Venedig blev Henriks handlinger på daværende tidspunkt set som en fortsættelse af den normanniske politik med at bemægtige sig baser på begge sider af Adriaterhavet - noget som man i Venedig var meget imod, da det ville true republikkens frie handel med den østlige Middelhavsregion. 23. august 1196 tildelte Henrik det betydningsfulde venetianske kloster S. Ilario e Benedetto et kejserligt privilegium, og 1. september samme år lykkedes det ham at få forhandlet en fred på plads mellem Venedig og Pisa i en aftale, der alt taget i betragtning var overordentligt mild overfor krigens taber, Pisa. De gode toner mellem Henrik og Venedig fortsatte, og 6. juni 1197 bekræftede han alle de privilegier som hans forgængere på posten som kejser - og især hans far - havde tildelt Venedig, og garanterede dermed overfor venetianerne at deres frihandel med områderne ud for det østlige Middelhav kunne fortsætte.

### Arverigeplanen (1195–1196)
I sommeren 1195 rejste Henrik tilbage til Tyskland både for at samle opbakning til korstoget og for at sikre en arvefølge i tilfælde af at han, ligesom sin far, skulle dø på det. Først var han imidlertid tvunget til at beskæftige sig med markgrevskabet Meißen, hvor der lige siden han besteg tronen havde været en fejde mellem de to brødre Albert og Didrik. Henrik anså Albert som en trussel imod det nærliggende Pleißenland, som var regeret af Henriks egen Staufer-slægt, og efter Alberts død i juni 1195 opstod der derfor en gylden mulighed for Henrik til at svække Wettinernes magt, idet Henrik nægtede at give Didrik markgrevskabet i len og i stedet beholdt det for sig selv.
I oktober 1195, ved en hofdag i Gelnhausen, nåede Henrik til enighed med Hartwig, som Henrik havde afsat som ærkebiskop af Bremen i 1192. Under den nye aftale fik Hartwig, til gengæld for visse territoriale og materielle indrømmelser, Henriks velsignelse til at vende tilbage til posten som ærkebiskop af Bremen. Herudover fik Henrik også i Gelnhausen mange sachsiske og thüringiske adeliges opbakning til korstoget. I december blev hans korstogsappel meget godt modtaget ved hofdagen i Worms, og han planlagde i denne forbindelse korstogets afgang til at være den næste jul. Ved samme lejlighed udpegede Henrik sin søn Frederik til af blive sin efterfølger som tysk konge, men dette mødte protester fra ærkebiskoppen af Köln, Adolf af Altena.
Der var et udbredt ønske blandt fyrsterne om at få muligheden for at kunne videregive deres len i arv gennem uægte børn og kvindelige linjer, sandsynligvis for at undgå situationer uden legitime arvinger, som derfor ville se deres len returneret til kejseren.
Ved årsskiftet 1195/96 arbejdede Henrik og hans inderkreds, muligvis i Hagenau-paladset, på den såkaldte "arverigeplan" (tysk: Erbreichsplan). Det formodes at en pavelig legat var til stede under disse forhandlinger. I marts 1196 foreslog Henrik i Mainz for første gang fyrsterne at gøre det tysk-romerske rige arveligt. Fyrsterne var selvsagt meget skeptiske overfor idéen, da de derigennem ville miste deres mulighed for at vælge kejseren, men efter trusler fra Henriks side indvilligede de dog i at forhandle. Forhandlingerne skulle være afsluttet ved en hofdag i Würzburg i slutningen af marts, og det siges at Henrik her offentligt erklærede sit ønske om at Sicilien skulle integreres direkte i kejserriget, og at kejserriget udelukkende skulle kunne gå i arv. Til gengæld for dette ville fyrsterne få muligheden for at lade deres len gå i arv gennem kvindelig slægtslinje. For at vinde opbakning fra de gejstlige fyrster, for hvem arvelinje var irrelevant, ville Henrik afskaffe den såkaldte regalieret, som ellers gav kejseren mulighed for at konfiskere en gejstlig besiddelses indtægter hvis kirkesædet stod tomt. Fyrsterne accepterede denne handel, og lovede i denne forbindelse at vælge Henriks søn, Frederik, som Romernes Konge. Godkendelsen var dog ikke enstemmig, da særligt fyrsterne fra Sachsen var særdeles utilfredse med aftalen, og ærkebiskop Adolf af Köln mødte slet ikke op på hofdagen.
I juli 1196 tog Henrik via Burgund til Italien. Der forhandlede han med pave Celestin 3. om sin få sin søns dåb og kongelige salvelse gjort af paven, for hvem Henrik udadtil drog på korstog. For at opnå en permanent balance med kurien gav Henrik Celestin det Henrik betragtede som "det højeste tilbud" - men da ingen historiske kilder indeholder detaljer om hvad dette tilbud var, er der stor spekulation om dette tilbud gik ud på. Historikeren Johannes Haller forbinder tilbuddet med det, der skete under Henriks egen kroning til kejser, og konkluderer at kejseren må have tilbudt paven at anerkende dennes suverænitet over det tysk-romerske rige. Nyere forskning antager derimod at Henrik tilbød kurien ejerskab over præbende fra alle rigets større bispekirker. Uanset hvad tilbuddet var, så blev det afvist af Celestin, da pavelig salvelse af den unge Frederik ville kunne tolkes som pavelig accept af Staufer-slægtens dominans over Sicilien, og kirkestaten var på daværende tidspunkt tæt på at være omringet af Staufere. I mellemtiden var der i Tyskland begyndt at samle sig en større modstand mod arverigeplanen, særligt i Thüringen og Sachsen, fra fyrster, som sandsynligvis forsøgte at tvinge Henrik tilbage til forhandlingsbordet ved at udsætte forberedelserne til korstoget. Efter Henrik havde sendt forskellige formaninger til fyrsterne, trak flere af sig dog fra oprøret og gik tilbage til at pege på Frederik. Da paven nægtede at forhandle videre under de eksisterende forhold, frigav kejseren formelt fyrsterne fra deres løfte. Desuagtet blev Frederik valgt til Romernes Konge i Frankfurt am Main julenat 1196.[kilde mangler]

### Tidlig død og svækkelse af staufisk magt (1197)
I slutningen af 1196 drog Henrik fra Mellemitalien til Capua, hvor han på grusom vis henrettede Tancreds svoger, grev Richard af Acerra, som havde været med til at forpurre Henriks invasion af Sicilien i 1191, men sidenhen var blevet fanget af Henriks ministeriale Diepold af Schweinspeunt. I marts 1197 gik han i land på siciliansk jord, hvor han i Palermo gennemgik de privilegier, der tilfaldt den sicilianske adel, før han i maj drog videre til Messina for at forberede korstoget. Mens han var i Messina blev Henrik underrettet om en større sammensværgelse af sicilianske adelige, der planlagde at myrde ham og overtage Sicilien. Oprøret, der var samlet i Catania, blev slået ned af Markward af Annweiler og Henrik af Kalden. Efter at have fanget oprørets leder, som havde søgt tilflugt i Castrogiovanni, lod Henrik en glødende krone blive naglet på dennes hoved. Både Celestin 3. og Henriks egen kone, Constance, blev mistænkt for at have støttet oprørerne, omend særligt sidstnævnte påstand bliver anset som usandsynlig af flere moderne historikere.
I slutningen af august skulle Henrik angiveligt være blevet ramt af kraftige kulderystelser under en jagt i Fiumedinisi. Først henimod slutningen af september viste der sig tegn på forbedring i hans tilstand, men på trods af dette døde han 28. september i en alder af 32 år i Messina. Det formodes at Henrik døde af malaria, som han blev smittet med under belejringen af Napoli i 1191, omend der også begyndte at gå rygter om at hans kone, Constance, havde forgiftet ham.
Formodentlig i begyndelsen af maj 1198 fik Constance begravet Henrik i Messina i en sarkofag af porfyr under en baldakin bestående af seks porfyrsøjler i Palermos katedral.
Efter Henriks død blev Staufer-imperiet kastet ud i flere store kriser. I Tyskland valgte staufiske loyalister i et dobbeltvalg Henriks yngste bror Filip af Schwaben og Welfen Otto 4. af Brunsvig, Henrik Løves søn, til konge. I Rom blev Innocens 3. i 1998 valgt til ny pave med et erklæret mål om at udskifte Staufernes dominans med en pavelig dominans. I Henriks testamente, hvis indhold behændigt nok kun blev vist til Innocens, skulle der angiveligt stå at paven skulle få tildelt visse territorier i Mellemitalien for til gengæld at krone Henriks søn Frederik til kejser. Ifølge Innocens dikterede testamentet ligeledes at kongeriget Sicilien skulle tilfalde paven såfremt Frederik og Constance begge skulle omkomme uden andre arvinger. Samme år døde Constance, som havde regeret Sicilien på vegne af den to-årige Frederik. Ifølge Innocens dikterede Constance i sit testamente at han selv skulle fungere som Frederiks regent.
Korstoget, som Henrik havde brugt så lang tid på at forberede, fejlede totalt uden hans lederskab, da mange af hans generaler efter Henriks død i stedet vendte tilbage til Tyskland for at kunne deltage i det næste kejservalg, og de adelige der forblev i korstoget kun lykkedes med at erobre Sidon og Beirut inden de vendte tilbage til Tyskland.

## Henriks regeringstid

### Rejsekongedømme
Henriks regeringstid bestod af nærmest konstante rejseaktiviteter, og var et såkaldt rejsekongedømme. Som opholdssted foretrak han normalt kejserlige bispedømmer eller kongelige godser, og forsøgte at opveje antal og varighed af ophold ligeligt mellem de to typer. Denne vægtning indikerede selv for Henriks tid et fald i antallet af rigskirkelige indkvarteringer af kongen og hans følge og var en del af en generel trend, der særligt ville vise sig fra det 13. århundrede, hvor rigskirken spillede en stadig mindre rolle som støtte for det kongelig styre, og herskere i højere grad begyndte at opholde sig på deres egne besiddelser.
Henrik opholdt sig hovedsageligt i det centrale og øvre tyske område langs Rhinen, samt i rigets kerneland, og sammenlignet med sin far rejste han kun i meget særlige tilfælde til Sachsen, Bayern eller den nedre del af Rhinen. Herudover var han også kun sjældent i Schwaben, omend dette kan forklares med at der ikke var behov for kejserens opmærksomhed, da det var Staufer-slægtens hjemland.
Generelt skete i Henriks regeringstid en svækkelse af kongemagten i en række af rigets randområder. Områderne i rigets nordlige og nordvestlige del blev næsten ikke længere behersket direkte af Henrik. Hvis man tager udgangspunkt i Henriks rejseplaner kan man også konstatere en større begræsning af Hohenstaufernes kerneområder, og dermed en svækkelse af centralmagten, i de sachsiske og bayeriske områder af riget.
Historikeren Theo Kölzer ser Henriks fortsættelse af sin fars italienpolitik som en overbelastning af mulighederne for effektivt at kunne udøve kejsermagten overfor de frankisk-tyske fyrster. Som Sybel-Ficker-kontroversen demonstrerer må det dog betragtes som en anakronisme at lægge moderne anvendelighedshensyn til grund for Henriks italienpolitik. Kölzer betragter målet om at opnå den kejserlige krone, der er forbundet med herredømmet over det kejserlige Italien, som en del af en religiøst motiveret "herskerselvforståelse i den senantikke karolingiske og kristne tradition".

### Personlig støtte
Størstedelen af Henriks politik blev forvaltet fra det kejserlige kancelli og kapel. Der kendes dog kun meget få navne på tilhørerne i kapellet og kancelliet, da de tyske notarer ikke angav forfatter til de forskellige dokumenter. Deres antal kan kun bestemmes ved at undersøge forskellige skrifttyper.
Kanslerembedet var under Henrik 6. oprindeligt besat af Diether af Katzenelnbogen, og efter dennes død under belejringen af Napoli i 1191 forblev embeddet ubesat. Formodentlig blev kanslerens opgaver herefter varetaget af Henriks betroede protonotar Henrik af Utrecht, biskoppen af Worms. At Henrik i 1192 udnævnte Lothar af Hochstaden til ny kansler skal nok hovedsageligt ses som et forsøg på at legitimere den kontroversielle Liège-biskop. I 1194 gjorde Henrik protonotar Sigelo til siciliansk kansler, omend denne døde kort efter. Året efter blev Konrad af Querfurt udnævnt til kansler af Henrik, som i samme ombæring gjorde ham til biskop af Hildesheim.
I modsætning til under Frederik Barbarossa havde kancelliet kun meget begrænset betydning i Henriks regeringstid, og det var først da Konrad af Querfurt blev kansler at embedet begyndte at genvinde en politisk betydning.
Henriks legationer blev for det meste anført af højtstående gejstlige. Gejstlige rigsfyrster som ærkebiskopperne Filip af Köln eller Konrad af Mainz handlede således ofte snarere som repræsentanter for kejseren end i egen interesse. Militære udfordringer uddelegerede Henrik ofte til sine ministeriale, såsom Markward af Annweiler.
Opbakningen til Henrik kom, udover Babenbergerne i Østrig, primært fra hans egen slægt, stauferne. Især Henriks onkel Konrad og hans brødre Otto, Konrad og Filip (de to sidstnævnte efterfulgte hinanden som hertug af Schwaben) var vigtige stedfortrædere for den kejserlige magt når Henrik var i Italien.
I Italien havde Henrik kun relativt få lokale tilhængere, heriblandt Roger af Andria, der dog døde inden erobringen af kongeriget.[kilde mangler]

## Eftermæle

### Samtidige kilder og tekster
Hvad der vides om Henrik 6.'s liv stammer hovedsageligt fra samtidige tekster og kronikker. Henrik udstedte adskillige dokumenter via sit kancelli, og disse har givet indblik i kejserens rejseruter og de mennesker han omgav sig med, samt de processer som hans forhandlinger bestod af. Som modstykke hertil har kuriens historiske dokumenter ofte kunnet beskrive situationen fra modpartens synspunkt.
På grund af deres politiske nærhed til det regerende hus betegnes kilder fra staufiske hof ofte som staufisk hofhistoriografi. En vigtig kilde er i denne sammenhæng Godfred af Viterbo, som understregede den tætte forbindelse mellem de antikke romerske kejsere og de tysk-romerske Hohenstaufiske kejsere. Han skrev den såkaldte Gotifredi Viterbiensis speculum regum, der beskriver magtoverdragelse hele vejen fra syndfloden til Henrik. Digter og teolog Peter af Eboli dedikerede sin billedkronik Liber ad honorem Augusti sive de rebus Siculis til Henrik. Værket, der muligvis er lavet i 1196, illustrerer primært Henriks aktiviteter i Syditalien, set fra kejserens perspektiv og med særligt fokus på hans krav på den sicilianske trone. Peter var sandsynligvis til stede ved mange af de begivenheder han har illustreret, mens han muligvis har fået andre gengivet via sin forbindelse til det kejserlige hof, kansler Konrad af Querfurt. Peter af Eboli skrev også flere andre værker om Henrik, men disse er sidenhen gået tabt.
Andre vigtige overleveringer stammer fra klostre i det sydlige Tyskland. Burchard af Ursbergs nedskrevne tekster er særdeles staufervenlige. Marbach-klosterets annalist kan lejlighedsvist have udført ordrer i Henriks tjeneste. Otto af St. Blasiens kejserkronik er dog mere fjern.
Nogle kilder beskriver ikke så meget rigets overordnede tilstand, men beretter snarere i regional sammenhæng, hvorved man kan få et indblik i de lokale fyrsters perspektiv. Henriks aktivitet i Nordtyskland, såvel som hans konflikter med welferne, bliver beskrevet af Benediktineren og Welf-tilgængeren Arnold af Lübeck og kronikørerne i Steterburg stift. I Thüringen har man en kronik fra Reinhardsbrunn-klosteret, der var landgreverne af Thüringens huskloster. Til at få indblik i staufisk politik i Flandern har man beretninger fra Giselbert af Mons, Balduin af Hennegaus kansler.
Henriks aktiviteter i Italien beskrives i flere kronikker om nord- og mellemitalienske byer, samt i værker af biskop Romuald af Salerno og Frederik 2.'s notar, Richard af San Germano.
De positive rapporter fra det tyske område står i modsætning til negative udsagn fra engelske kronikører. Beretninger fra det engelske hofs perspektiv stammer fra tekster af Roger af Howden og Gervasius af Tilbury. Særligt Roger af Howden tog den det engelske Angevin-hofs side og beskrev Henrik negativt som følge af konflikten med Richard Løvehjerte.
En anden kilde er Joachim af Fiore, som forudsagde Henriks verdensherredømme og beskrev dets fundamenter.[kilde mangler]

### Senere rygte
Dante nævner i sin Guddommelige Komedie indirekte Henrik i forbindelse med hans søn Frederik. Henrik bliver ikke omtalt efterfølgende i værket, så det er uklart hvorvidt Dante ville placere ham i Himlen eller Helvede.[kilde mangler]

### Henrik 6. indenfor forskningen
Det 19. århundredes historieforskning præsenterede på mange måder Henrik 6.'s regeringstid som Staufer-slægtens absolutte højdepunkt, og et højdepunkt for den tyske middelalderhistorie. Dette perspektiv skal dog ses i kontekst med den tyske nationalstats ønsker i den tid historieforskningen fandt sted: De middelalderlige herskeres gerninger blev betragtet som en styrkelse af "den tyske nations ære og suverænitet". Henrik 6. har altid stået i sin fars skygge i forhold til popularitet indenfor den tyske nationalhistorie, og den tidlige forskning så hans tidlige død og det efterfølgende dobbeltvalg som afgørende faktorer i den gradvise decentralisering af magten i det Tysk-romerske rige fra kejseren til fyrsterne, og den efterfølgende territoriale fragmentering gjorde i den tidlige forsknings øjne Henriks død til "den mest forfærdelige katastrofe i den tyske middelalderhistorie".
Theodor Toeche dømte allerede Henriks regeringstid i sine romantiske værker i 1867, som fuldendelsen af "det hans store far i årtier havde forsøgt uden held. […] Med [Henriks] tidlige død mistede Verdenshistorien en af de største begivenheder, realiseringen og afprøvningen af disse middelalderlige idealer, og vores folk mistede et af sine mest gloværdige minder"
Herbert Grundmann så Henriks død som en "epokegørende indskæring, ikke kun for Tysklands historie", et afgørende vendepunkt hvorved senmiddelalderen i mange henseender allerede var begyndt.
Nyere forskning er på dette område væsentligt mere varieret. Ingeborg Seltmann henviser til begrænsningen af Heinrichs personlige handlemuligheder i den kejserlige region nord for Alperne til Hohenstaufen-magtcentrene og stiller spørgsmålet om hvorvidt Henriks regeringstid vitterligt kan siges at være et højdepunkt for Stauferne, når man tager den betydelige svækkelse af den kejserlige magt i den nordlige og nordvestlige del af riget i betragtning.
Moderne forskning stiller på ingen måde spørgsmålstegn ved Henriks evne til at regere. Odilo Engels anser ham som en "politisk fremragende personlighed, der må have holdt det staufiske overherredømmes centrifugalkræfter sammen med en jernvilje". Theo Kölzer beskylder imidlertid Henrik for at repræsentere kongemagten stærkt udadtil, men indadtil forsømme at styrke Stauferne. Kölzer understreger at det først og fremmest var det strukturelle aspekt af overstrækningen af det tysk-romerske rige som i det lange løb dødsdømte Stauferslægtens dominans.

#### Henriks "grusomhed"
Et særligt fokuspunkt i Henriks eftermæle er hans påståede grusomhed, især som den kom til udtryk overfor hans fjender i kongeriget Sicilien. Allerede Henriks samtidige, pave Innocens 3. sammenlignede Henriks ledelsesstil i Sicilien med "Nordenvindens rasen" og mange har også efterfølgende forklaret Henriks grusomhed med hans oprindelse i den "barbariske" nordlige kultur - heriblandt Voltaire, der i Oplysningstiden beskrev Henriks handlinger som en undertrykkelse af middelhavscivilisation gennem "nordisk barberi".
Historikere i det 19. og 20. århundrede malede overvejende ligeledes et negativt billede af Henriks personlighed på dette punkt. Theodor Toeche anså det som en formildende omstændighed at hårde straffe med en afskrækkende effekt var en politisk nødvendighed for at fastholde en højtagtelse af kronen i Sicilien, mens Dietrich Schäfer i sin Deutschen Geschichte siger: "Fra sin far havde han ikke fået meget andet end en følelse for magt, patologisk forøget. Han manglede alle egenskaber, der vinder hjerter og binder troskab".
Karl Hampe beskrev senere Henrik som en grusom hersker, der kun interesserede sig for statskunsten og som var "utilgængelig for følelsesmæssige værdier". Nyere historikere såsom Theo Kölzer eller Peter Csendes har også hældt delvist i denne retning. Peter Csendes betragter således Henrik som en dygtig og pragmatisk magtpolitiker, hvis til tider hensynsløse tilgang - såsom ved prisgivelsen af hans allierede i Tuscurum - har gjort at han generelt er blevet anskuet som kold og grusom. For Csendes står disse egenskaber i kontrast til de royale dyder, der normalt sætter tonen i den typologiske stilisering af en middelalderlig hersker.
Konfliktforskningens analyser viser at hen mod slutningen af Henriks regeringstid var konflikthåndtering i kongeriget Sicilien præget af de normanniske traditioner, sandsynligvis pga. manglen på en erfaren lederklasse. Derfor havde Henrik overtaget de lokale sanktionsmekanismer. I modsætning til i de nordlige dele af riget, hvor man praktiserede tilgivelse ved fornyelse af venskaber eller underkastelse, stolede Henrik i Sicilien snarere på den afskrækkende virkning, der skulle opnås gennem grusom henrettelse af en modstander. Gerd Althoff slår således fast: "Henrik har været lige så lidt grænseoverskridende som Frederik Barbarossa eller Otto 3. Han var snarere både i nord og syd forpligtet til de ritualer, som hans tid praktiserede til at gennemføre og afvikle konflikter. […] Så hvis man konstaterer direkte grusomhed i ham, skal man vide at disse er aklager rettet mod en hel epoke, ikke mod en enkelt person".

### Opslagsværker
- Hans Martin Schaller: Heinrich VI.. I: Neue Deutsche Biographie (NDB). Bind 8, Duncker & Humblot, Berlin 1969, ISBN 3-428-00189-3, Side 323–326 (Digitalisering).
- [h/heinrich_vi_k_v_s Artikel (med litteraturhenvisninger)] i Biographisch-Bibliographisches Kirchenlexikon (BBKL)
- 419: 11 i Allgemeine Deutsche Biographie (ADB) (ses på  tysk Wikisource)